# Andreas Schmidt (Fußballspieler, 1973)
Andreas Schmidt (* 14. September 1973 in Berlin) ist ein ehemaliger deutscher Fußballspieler. Er ist der Zwillingsbruder des Fußballers  Oliver Schmidt.

## Laufbahn
Andreas Schmidt begann seine Karriere beim SC Siemensstadt und war von 1991 bis 2008 Abwehr- und Mittelfeldspieler bei Hertha BSC. 1993 gehörte er mit seinem Zwillingsbruder Oliver Schmidt der legendären Mannschaft der Hertha-Amateure an, die bis ins Endspiel des DFB-Pokal vordrang. Danach kam er zur ersten Mannschaft und gehörte zu dem Team, mit dem in der Saison 1996/97 der Wiederaufstieg in die Bundesliga geschafft wurde. Zuletzt spielte er als Kapitän in der zweiten Mannschaft der Hertha in der Oberliga. Er war außerdem Standby-Profi, d. h., er half bei Bedarf in der Bundesliga aus. So kam er in der Saison 2005/2006 gegen den MSV Duisburg auf einen Einsatz über 90 Minuten. Am 18. November 2006 war er der überragende Mann beim 2:1-Auswärtssieg in Dortmund. Ebenso spielte er am 29. Juli 2006 gegen den Hamburger SV die gesamte Ligapokalpartie. Nach der Saison 2007/08 beendete Schmidt seine Karriere.
Er spielte außerdem im UEFA-Pokal und in der Champions League.

## Andreas Schmidt im Hertha-Profiteam
Schmidts größte Stärke war seine universelle Einsatzfähigkeit auf unterschiedlichen Positionen im Mittelfeld und in der Abwehr. Mehrfach diente er in internationalen Spielen erfolgreich als Manndecker für gegnerische Stars. Positionsbedingt agierte er oft unauffällig, aber ohne größere Formschwankungen konstant erfolgreich. Mit dem Erstarken der Hertha-Mannschaft und den damit einhergehenden immer besseren Mitspielern wurde seine Universalität zum Problem: Auf keiner Position galt Schmidt als überragend, der Konkurrenzdruck wurde gerade für ihn immer härter.
Seit der Saison 2005/2006 war Schmidt als Standby-Profi tätig. Er stand der 2. Mannschaft als erfahrener Spieler zur Verfügung und gab dort Erfahrung an Nachwuchsspieler weiter. Gleichzeitig half er bei Bedarf in der Bundesliga-Mannschaft aus. In der Saison 2006/2007 kam Schmidt, z. B. aufgrund von Verletzungen oder Gelbsperren von Spielern des Profikaders, wiederholt erfolgreich in der Bundesliga-Mannschaft zum Einsatz. Während der Saison 07/08 kam er zu sechs Einsätzen in der 1. Bundesliga. Er trug in beiden Mannschaften die Rückennummer 19.
Anfang Mai 2008 kündigte Schmidt im RBB-Sportplatz an, seine Karriere nach der Saison 2007/08 zu beenden. Am 10. Mai 2008 wurde er vor dem Spiel der Hertha gegen Nürnberg unter großem Applaus und Sprechchören von den Hertha-Fans verabschiedet. 
Schmidt ist als Berater für Fußballprofis tätig. Am 31. Mai 2010 wurde er durch die Mitgliederversammlung als stellvertretender Vorsitzender in den Aufsichtsrat der Hertha BSC GmbH & Co. KG aA gewählt.

## Privates
Schmidt ist verheiratet und hat zwei Töchter.